# 文化组学
文化组学（英語：culturomics）是指通过电子化文本的量化分析研究人类行为与文化趋势的计算词典学方法。研究者对海量数字档案进行数据挖掘以研究人们使用的语言与词汇，进而揭示其中反应出来的文化现象。“文化组学”一词是2010年创造的新词，由英文中的“文化”（culture）与“组学”（omics）二词合并而成，当年《自然》上发表的《通过海量电子化书籍对文化进行量化分析》（Quantitative Analysis of Culture Using Millions of Digitized Books）一文首次提出了该词。论文的作者为哈佛大学学者让-巴蒂斯特·米歇尔（Jean-Baptiste Michel）与埃雷兹·利柏曼·埃登（Erez Lieberman Aiden）。
米歇尔与埃登还参与了Google实验室的项目Google Ngram Viewer。这个项目通过n元语法（n-gram）分析Google图书中的数据，以展示语言中的文化模式随时间的变化。